# Vincent Balduin
Vincent Balduin auch Vinzenz Balduin (* 8. März 1916; † 9. Februar 2001 in Dormagen) war ein deutscher Fußballspieler. Nach dem Ende des Zweiten Weltkriegs spielte er in Babelsberg stets Erstligafußball.

## Sportliche Laufbahn
Als 1946 in der Sowjetischen Besatzungszone erstmals landesweite Fußballmeisterschaften zugelassen wurden, trat in der Landesklasse Brandenburg auch die Sportgemeinschaft (SG) Babelsberg an. Zum Spieleraufgebot gehörte der 30-jährige Vincent Balduin, mit dem die SG 1948 Vizemeister wurde. Damit qualifizierten sich die Babelsberger für die 1. Ostzonenmeisterschaft, in der sie ebenso wie 1949 als Brandenburger Meister bereits nach ihrem ersten Spiel ausschieden.
Mit der 1949er Meisterschaft qualifizierte sich die Sportgemeinschaft auch für die 1949/50 erstmals ausgetragene Fußball-Liga des ostdeutschen Deutschen Sportausschusses. Dort trat die bisherige SG als Betriebssportgemeinschaft (BSG) Märkische Volksstimme an, weiterhin mit dem inzwischen 33-jährigen Vincent Balduin. Von den 26 ausgetragenen Punktspielen absolvierte Balduin als Rechtsverteidiger 25 Partien und erzielte an 20. Spieltag beim 3:1-Heimsieg gegen die ZSG Industrie Leipzig sein einziges Punktspieltor der Saison. Auch in der Spielzeit 1950/51, in der die ostdeutsche Spitzenliga als DDR-Oberliga geführt wurde und die Mannschaft als BSG Rotation auflief, behielt Balduin mit 30 von 34 Ligaspielen seinen Stammplatz auf der rechten Abwehrseite, blieb aber diesmal ohne Torerfolg. Als rechter Verteidiger ging Balduin 1951/52 mit 35 Jahren in seine dritte Saison im ostdeutschen Spitzenfußball. Im fünften Spiel der Babelsberger schoss er noch ein Tor, absolvierte aber bereits am neunten Spieltag sein letztes Punktspiel über die vollen 90 Minuten. Nachdem er am 13. Spieltag noch einmal in der 69. Minute eingewechselt wurde, kam Balduin nach seinem zehnten Oberligaspiel nicht mehr zum Einsatz und beendete seine Karriere als Fußballspieler.